# 江朝宗 (景泰進士)
江朝宗（1425年—1503年），字東之，號樂軒，四川重慶府巴縣人，明朝政治人物。

## 生平
景泰元年（1450年）庚午科四川鄉試第六名舉人，景泰二年（1451年）辛未科進士。改翰林院庶吉士，授检讨，丙子（1456年），预修《大明一统志》。书成，升编修。成化三年（1467年），秩满，升侍读，入预经筵。是年秋，纂修《英宗实录》，人服其有良史才。迁洗马，三载，报最，升官至翰林院侍讀學士。癸巳（1473年），丁内艰还里，蒙遣官谕祭。服阕，补前职。越戊戌（1478年），自经筵兼东宫侍讲，屡荷白金、文币之赐。两典会试，所拔多名俊才。與都察院副都御史牟俸聯姻。牟俸巡撫遼東時，太監汪直以贓罪逮捕牟俸，禍及朝宗，成化十五年（1479年）調廣東市舶司提舉，不受洋商賄賂。在廣十数年，屡请休致，弘治改元，得温旨复学士衔致仕。卒年七十九。

## 著作
曾修《重庆府志》、《蜀中人物记》。著有《乐轩集》。

## 家族
曾祖江德盛，祖江榮，父江有明，母邢氏。慈侍下。元配杨氏、继室徐氏，赠封宜人。侧室胡氏。男二，长子江通，兄之子，性敦敏，立为后；次子江宁，胡氏所出，有才识，皆府学廪生。江通娶训导苏尚忠女，江宁娶都宪贾希召女。女儿三人，长女适驿丞仲鼇；次女适指挥聂震，俱杨氏出；季女适进士牟正初，徐氏出。